# De Kuifeend
De Kuifeend en de Grote Kreek is een Vlaams natuurreservaat dat gelegen is in de haven van Antwerpen, midden in de lus van het rangeerstation Antwerpen Noord van Infrabel. Daarrond wordt De Kuifeend omringd door industrie, drukke wegen en de stortplaats Hooge Maey. 
Om de druk van de omgeving te verminderen werden in 2007 bufferdijken aangelegd. Tezelfdertijd werd een tiental nieuwe plassen gegraven en twee vogelkijkhutten gebouwd. 
Het reservaat ontstond in 1972 en sindsdien broedden er 98 vogelsoorten. Daarnaast leven er dertig zoogdiersoorten en 7 amfibieënsoorten. Van de krakeend zit soms meer tot 8% van de West-Europese populatie in het reservaat. Door die hoge aantallen aan krakeenden (en een aantal andere soorten) valt het reservaat onder de Conventie van Ramsar. Maar ook voor zangvogels is het reservaat belangrijk, zo leeft hier 20% van alle Vlaamse rietzangers.
De Kuifeend is omwille van zijn rijke watervogelpopulatie Europees beschermd Natura 2000-gebied (vogelrichtlijngebied 'De Kuifeend en Blokkersdijk' (BE2300322) en habitatrichtlijngebied 'Schelde en Durme-estuarium van de Nederlandse grens tot Gent' (BE2300006)). Het beheer is in handen van Natuurpunt.